# Káto Mitroúsi
Káto Mitroúsi (Kato Mitrousi) är en ort i Grekland.   Den ligger i prefekturen Nomós Serrón och regionen Mellersta Makedonien, i den nordöstra delen av landet, 300 km norr om huvudstaden Aten. Káto Mitroúsi ligger 17 meter över havet och antalet invånare är 472.
Terrängen runt Káto Mitroúsi är platt åt sydväst, men åt nordost är den kuperad.Runt Káto Mitroúsi är det ganska tätbefolkat, med 192 invånare per kvadratkilometer. Närmaste större samhälle är Serrai, 8,1 km öster om Káto Mitroúsi. Trakten runt Káto Mitroúsi består till största delen av jordbruksmark.